# Józefa Fürstenberg-Weitra
Maria Josefa Sophie (ur. 23 czerwca 1776 w Wiedniu, zm. 23 lutego 1848 tamże) – landgrafianka Fürstenberg-Weitry, od śmierci szwagra – księcia Alojzego I 24 marca 1805 księżna Liechtensteinu.
Urodziła się jako córka landgrafa Fürstenberg-Weitry Joachima Egona (1749-1828) i jego żony landgrafiny Zofii Marii (1751-1835). 12 kwietnia 1792 w Wiedniu poślubiła przyszłego księcia Liechtensteinu – Jana I. Para miała czternaścioro dzieci:
- księżniczkę Leopoldynę Marię (1793-1808),
- księżniczkę Karolinę (1795-przed 1800),
- Alojzego II (1796-1858), kolejnego księcia Liechtensteinu
- księżniczkę Zofię Marię (1798-1869),
- księżniczkę Marię Józefę (1800-1884),
- księcia Franciszka de Paulę (1802-1887),
- księcia Karola Jana (1803-1871), nominalnego regenta Liechtensteinu w latach 1806–1813
- księżniczkę Klotyldę (1804-1807),
- księżniczkę Henriettę (1806-1886),
- księcia Fryderyka (1807-1885),
- księcia Edwarda Franciszka Ludwika (1809-1864),
- księcia Augusta (1810-1884),
- księżniczkę Idę (1811-1884),
- księcia Rudolfa (1816-1848)